# 太平路泵站
36°3′34.7″N 120°19′27.2″E / 36.059639°N 120.324222°E

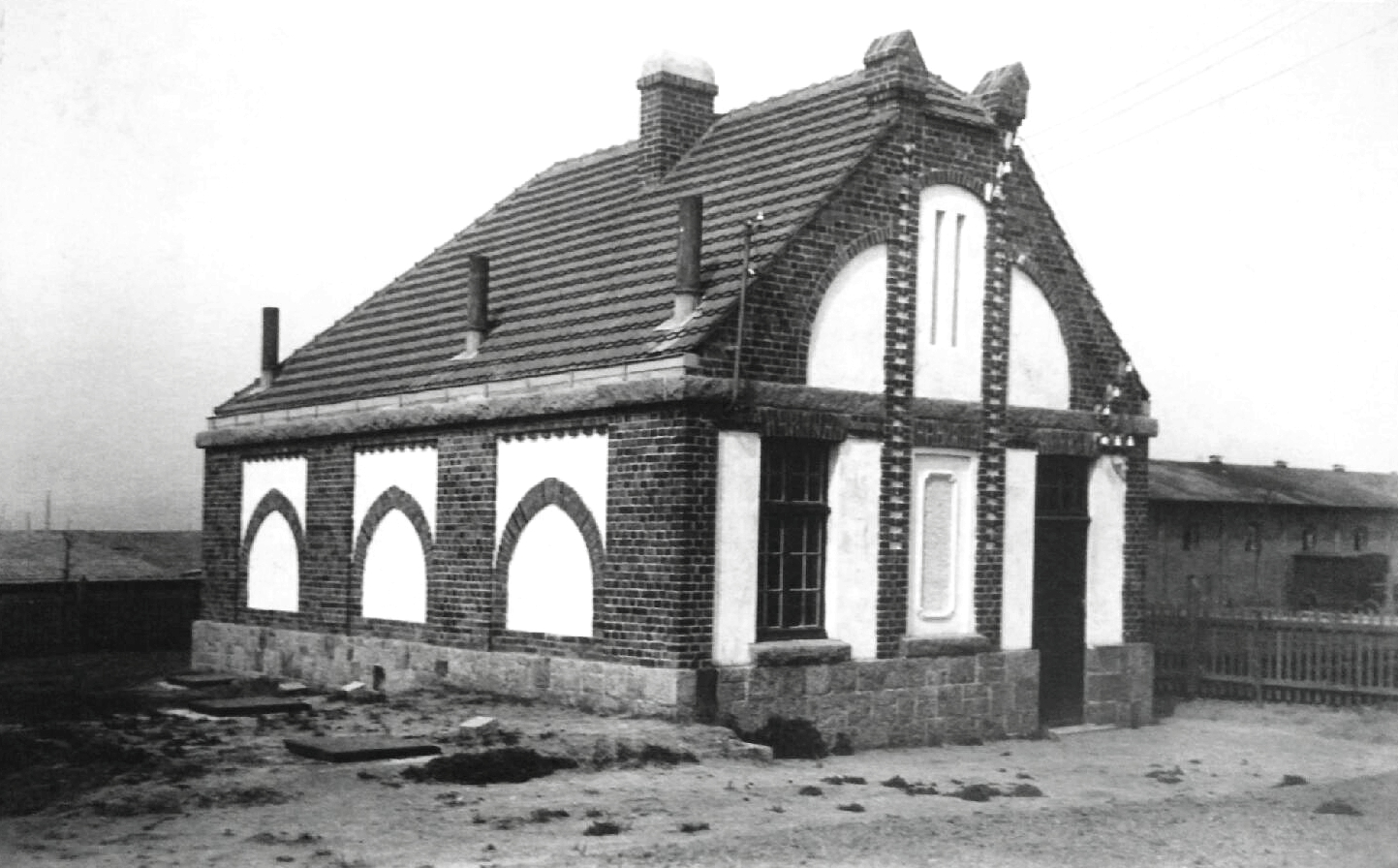
太平路泵站（B号泵站）原貌

太平路泵站，原名B号泵站（Pumpstation B），是位于中国山东省青岛市市南区太平路4号的一座排污系统泵站，紧邻青岛实验初中，始建于青岛德占时期的1903至1909年间，泵站内保存着青岛市内唯一保存至今的早期泵房。

## 历史
青岛早期城市排污系统为德占时期1903至1908年由广包公司（F. H. Schmidt）承建。最初，城市污水由管道输送至青岛电灯厂南侧的A号泵站（今广州路5号甲青岛水务排水公司第二排水分公司址，原泵房已不存），在此以大马力水泵输送至团岛海域排出。后来由于城市面积扩张，原A号泵站不敷使用，遂在今太平路建设B号辅助泵站。
太平路泵站后来主要用于排泄来自大学路、龙口路、江苏路、金口路一带的生活污水，污水汇集后经加压送至广州路泵站。1933年9月，南京国民政府青岛市工务局对第三（太平路）排水泵站进行改造，更换了部分设备，当年12月底竣工，改造后的太平路泵站日排水量900平方米。
2013年改造以前，太平路泵站占地面积786平方米，厂房面积220平方米，装机总容量60千瓦，设计排水提升量每日1万吨，汇水面积2.2平方千米，青岛路以东、登州路以南、延安一路以西的污水汇集于此，而后将输送至广州路泵站、团岛污水处理厂。改造以前该泵站是市内少有的全人工泵站，需要24小时人工值守。2013至2014年，泵站经历改造，西侧新建地下式泵房，老泵房改为值班室，东侧新建配电间。

## 建筑
太平路泵站老泵房为一栋规模较的平房，外墙部分以清水砖墙装饰，屋顶覆以牛舌瓦。后来砖砌墙面被改为粉墙，白色涂漆。2014年改造时外立面并未恢复原貌，外墙改为黄白两色，南侧有所扩建。

## 图集
- 改造期间的太平路泵站，2014年4月
- 改造后的太平路泵站，2015年1月
- 太平路泵站老泵房，2020年1月